# Балышлинский сельсовет
Балышлинский сельсовет — муниципальное образование в Благоварском районе Башкортостана.

## История
Согласно «Закону о границах, статусе и административных центрах муниципальных образований в Республике Башкортостан» имеет статус сельского поселения.

## Население
| 2002  | 2009  | 2010  | 2012  | 2013  | 2014  | 2015  |
| ----- | ----- | ----- | ----- | ----- | ----- | ----- |
| 1136  | ↘1106 | ↘1084 | ↘1073 | ↘1047 | ↗1055 | ↘1048 |
| 2016  | 2017  |       |       |       |       |       |
| ↘1038 | ↗1039 |       |       |       |       |       |

## Состав сельского поселения
| № | Населённый пункт | Тип населённого пункта       | Население |
| - | ---------------- | ---------------------------- | --------- |
| 1 | Балышлы          | село, административный центр | ↘542      |
| 2 | Сарайлы          | деревня                      | ↗264      |
| 3 | Новый Буляк      | деревня                      | ↘100      |
| 4 | Староусманово    | деревня                      | ↗72       |
| 5 | Янбакты          | деревня                      | ↗59       |
| 6 | Новый Троицкий   | деревня                      | ↘37       |
| 7 | Башбуляк         | деревня                      | ↘10       |